# Radwanderkirche Schorrentin
Die Radwanderkirche Schorrentin in Schorrentin, einem Ortsteil von Neukalen in Mecklenburg-Vorpommern, ist ein frühgotischer Backsteinbau, dessen Kern auf das 14. Jahrhundert datiert. Der Bau des Langhauses wurde 1390 vollendet. An der Südseite der Kirche ist in gotischer Schrift „Anno Domini 1390“ zu finden. Die Kirche wurde den Heiligen St. Mauritius und St. Dionysius gewidmet. Im Laufe der Geschichte wurde sie mehrfach erweitert. Die Gemeinde gehört zur Propstei Rostock im Kirchenkreis Mecklenburg der Evangelisch-Lutherischen Kirche in Norddeutschland (Nordkirche).

## Geschichte

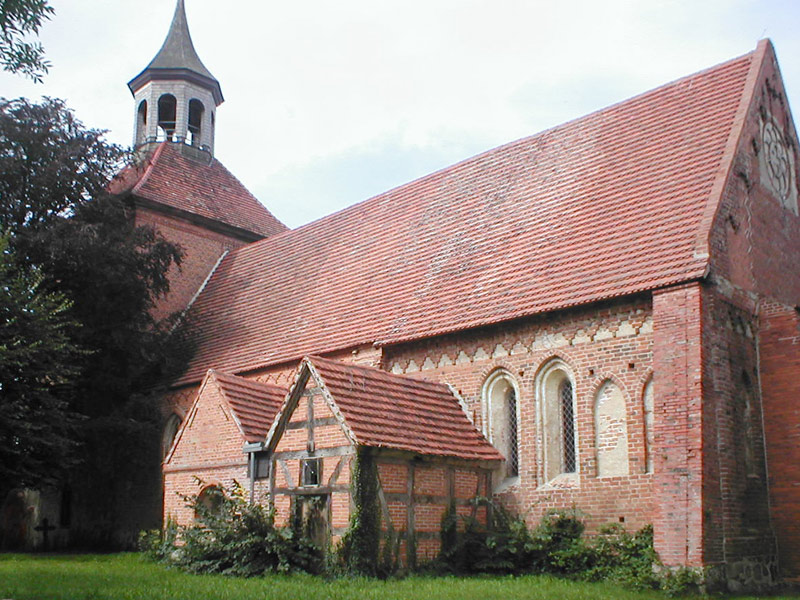
Dorfkirche Schorrentin, Ansicht von Süden mit Kapellen-Anbauten

Gemäß einer Inschrift an der Südfassade der Kirche wurde das Langhaus der Kirche zu Schorrentin 1390 vollendet. Da der Ort fast 100 Jahre zuvor bereits erstmals erwähnt wurde, ersetzte der Kirchenbau vermutlich ein älteres Vorgängerbauwerk. Um die auf einem Hügel gelegene Kirche befand sich einst der Friedhof. Der Glockenturm war ursprünglich eine Holzkonstruktion, die 1760 durch einen Sturm zerstört und 1767 durch einen massiven Neubau ersetzt wurde, der seine heutige Bekrönung 1811 erhielt.
Aus Anlass des 500-jährigen Bestehens der Kirche im Jahr 1890 wurde die Kirche umfassend saniert und die Ausstattung nahezu komplett erneuert. 1950 erfolgte eine abermalige Ausmalung. 1952 wurde die Orgel aus dem 19. Jahrhundert überholt, 1955 wurden drei neue Eisenhartgussglocken im Glockenstuhl aufgehängt. In den 1970er und 1990er Jahren erfolgten abermalige Sanierungen, wobei insbesondere der Turm und der Dachstuhl saniert wurden.
Schorrentin besaß einst eine eigene Pfarrei, die auch für Kämmerich, Schönkamp, Groß Markow, Lelkendorf, Warsow, Sarmstorf und Schwarzenhof zuständig war. Seit 1980 ist die Pfarre jedoch unbesetzt und wurde in den 1990er Jahren aufgehoben. Sie wird von der Pfarre Neukalen betreut. Gottesdienste finden in der Dorfkirche Schorrentin vierwöchentlich am zweiten Sonntag im Monat und zu den kirchlichen Feiertagen statt. Zu den gewöhnlichen Gottesdiensten werden sie nur von einer geringen Zahl Gläubiger besucht, so dass die Gemeinde erwägt, aus den südlichen Anbauten (Gruft und Kapelle) einen Raum herzurichten, der im Winter als Winterkirche für Gottesdienste genutzt werden kann und die übrige Zeit des Jahres für touristische Zwecke zur Verfügung steht. Das Kirchenschiff wird dann weiterhin als Raum für Gottesdienste und für kulturelle Veranstaltungen zur Verfügung gehalten.

## Baubeschreibung

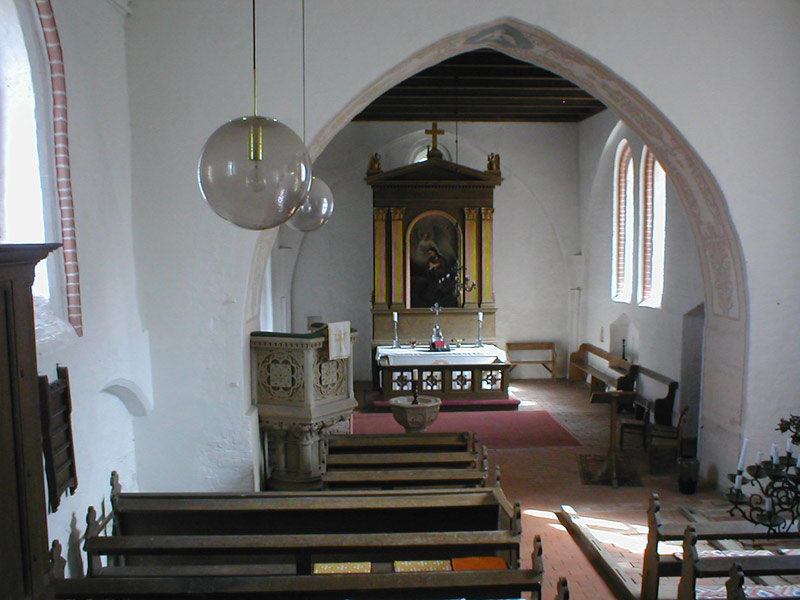
Blick zum Chorraum

Die Dorfkirche Schorrentin befindet sich auf einem Hügel in der Ortsmitte von Schorrentin. Das Gebäude ist ein rechtwinkliger frühgotischer Backsteinbau mit eingezogenem, nach Osten ausgerichtetem Chorraum. Langhaus und Chor sind mit einer flachen Decke gedeckt, obwohl vorhandene Strebepfeiler auf ein geplantes oder einstmals vorhandenes Gewölbe hinweisen. Der Ostgiebel weist reichen Fries- und Blendenschmuck auf, der sich am Chor und im Langhaus fortsetzt. Die Fenster sind überwiegend spitzbogig ausgeführt, wenngleich sich am Ostgiebel auch ein Fenster mit noch fast rundem Bogen befindet.
An der Westseite des Langhauses befindet sich eine Orgelempore mit historischer Kirchenorgel. An die Nordseite des Chorraums ist eine Sakristei angebaut, an die Südseite des Langhauses wurden eine massiv gemauerte Grabkapelle der ehemals herrschaftlichen Familie von Levetzow (Ortsbesitz 1366 bis 1780) sowie eine in Fachwerk ausgeführte Kapelle ergänzt. Der im 18. Jahrhundert ergänzte Westturm hat einen quadratischen Grundriss mit vierseitigem Helm und aufgesetzter achtseitiger Laterne.
Die Innenausstattung geht überwiegend auf das 19. Jahrhundert zurück. Das Altarbild des Malers Heinrich Pommerencke stellt Christus am Ölberg dar und datiert auf 1865. Kanzel, Taufständer, Gestühl und Bodenpflaster wurden 1890 aus Anlass des 500-jährigen Bestehens der Kirche erneuert.
Westlich der Kirche befindet sich das klassizistische Mausoleum der Familie Viereck (Ortsbesitz ab 1824) mit seinem markanten Säulenportal, das jedoch stark baufällig ist.

## Radwanderkirche

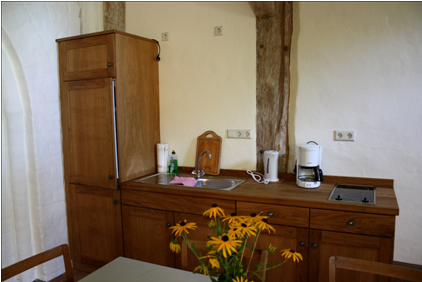
Teeküche

Seit Juni 2011 können kirchliche Gruppen, Radfahrer und Wanderer in der Winterkirche übernachten. Das Projekt wurde durch Fördermittel aus dem LEADER-Programm finanziert und ist derzeit in der Mecklenburgischen Schweiz einmalig. Mit dem Umbau der Winterkirche mit Teeküche und Toiletten im Turmraum konnte 2010 begonnen werden. Nun steht sie für touristische Zwecke zur Verfügung.

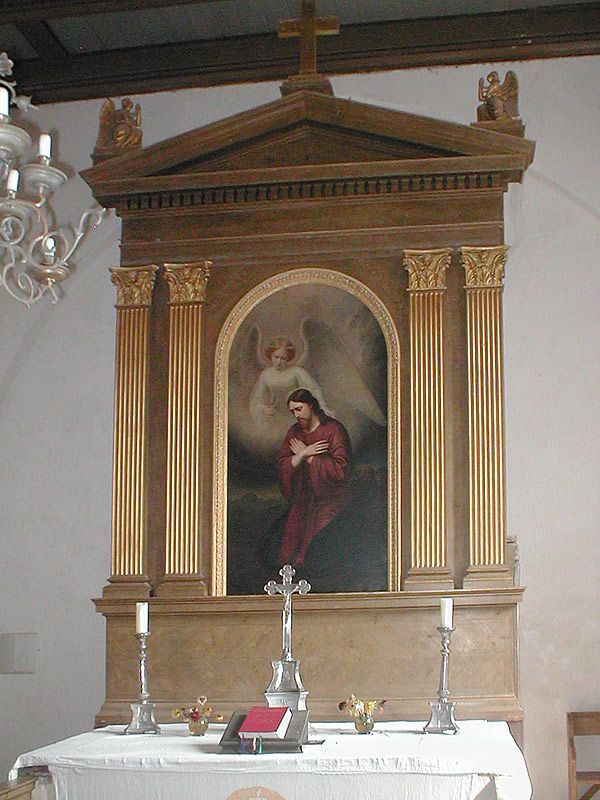
Altar mit Gemälde von H. Pommerenke
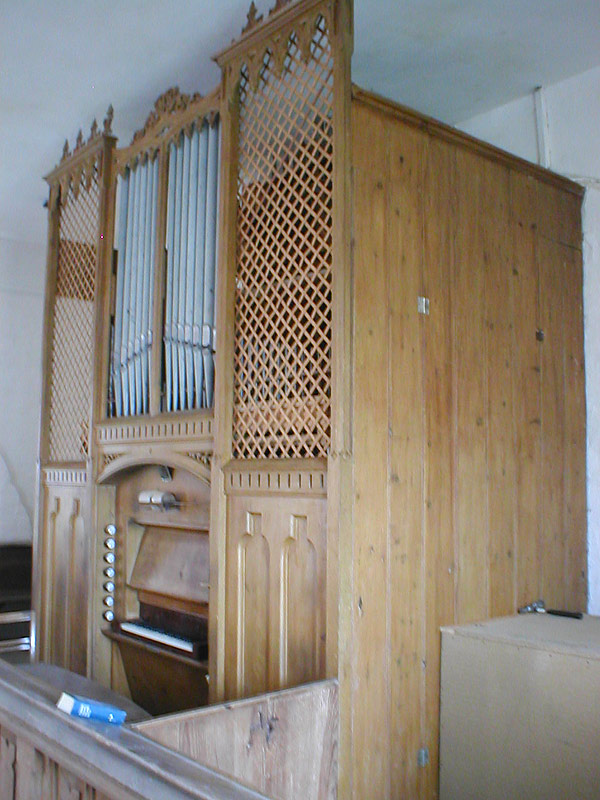
Winzer-Orgel aus dem 19. Jahrhundert
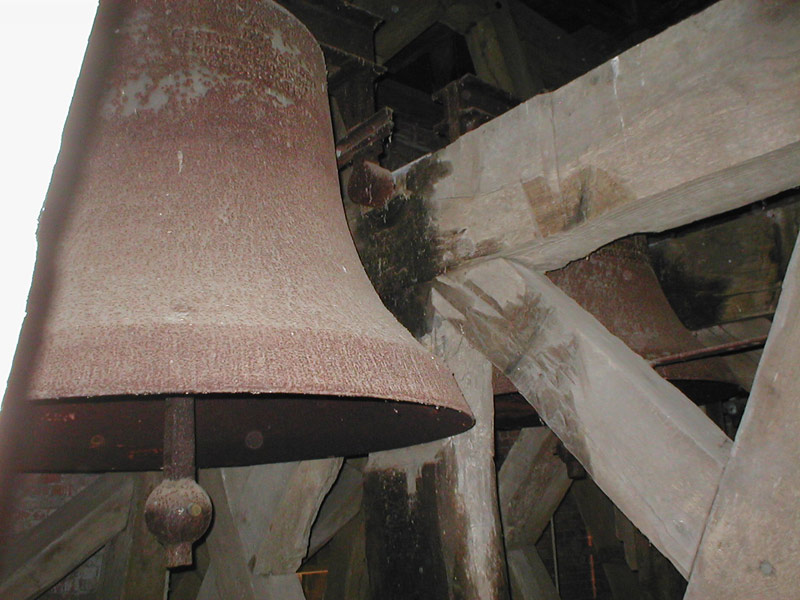
Eine der Stahlglocken von 1956
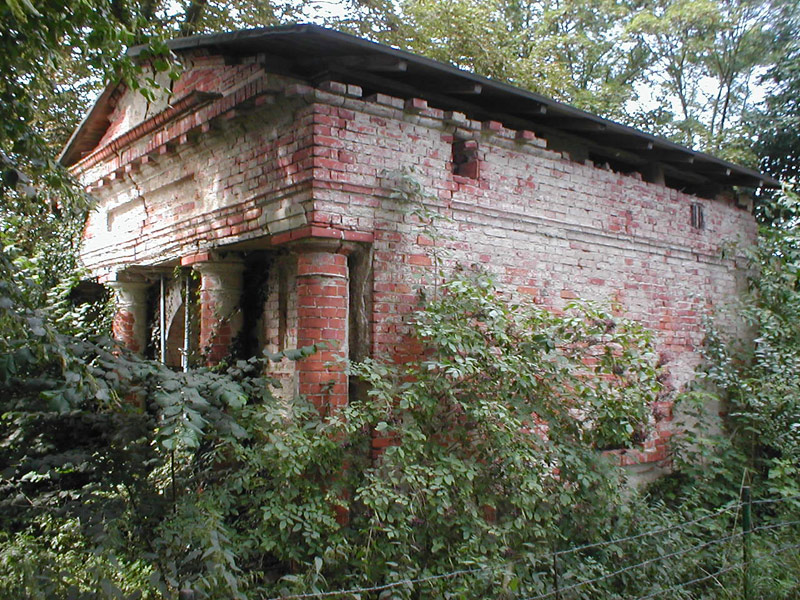
Viereck-Mausoleum